# ルイ・エドモン・デュランティ
ルイ・エドモン・デュランティ（Louis Edmond Duranty, 1833年5月5日 - 1880年4月9日）は、フランスの作家、美術評論家。

## 生涯
エドモン・デュランティは、作家プロスペル・メリメの私生児だという噂があった。パリのコレージュ・シャプタルで短期間学んだ。1856年、ジュール・アセザ、ジャン＝バティスト＝アンリ・テュリエとともに月刊誌『レアリスム』を発刊したが、わずか6号を刊行して廃刊となった。自然主義文学に傾倒し、1860年代には自然主義・写実主義的小説をいくつか発表した。1860年の小説『アンリエット・ジェラールの不運』、1862年の小説『好男子ギヨームの主張』で知られるようになった。
人形劇に熱意を燃やし、1861年、テュイルリー庭園に人形劇場を作る許可を受けると、友人たちの協力を得ながら、人形、舞台、台本の制作を行った。
カフェ・ゲルボワやカフェ・ド・ラ・ヌーヴェル・アテーヌといったパリのカフェに通い、美術批評家シャンフルーリや画家ギュスターヴ・クールベと交友した。1863年、エミール・ゾラと知り合い、彼の紹介でエドゥアール・マネやエドガー・ドガといった前衛的な画家と親しくなった。1870年の『パリ・ジャーナル』誌では、ドミニク・アングルに代表されるアカデミズム絵画を批判し、若い画家たちを称賛した。ところが、同じ年、マネの作品についてデュランティが書いた批評のことで、マネがカフェ・ゲルボワでデュランティを攻撃したところ、デュランティはマネに決闘を申し込み、サン＝ジェルマン＝アン＝レーの森で剣で戦った。デュランティは負傷したが、わだかまりは解決し、2人の交友は続いた。

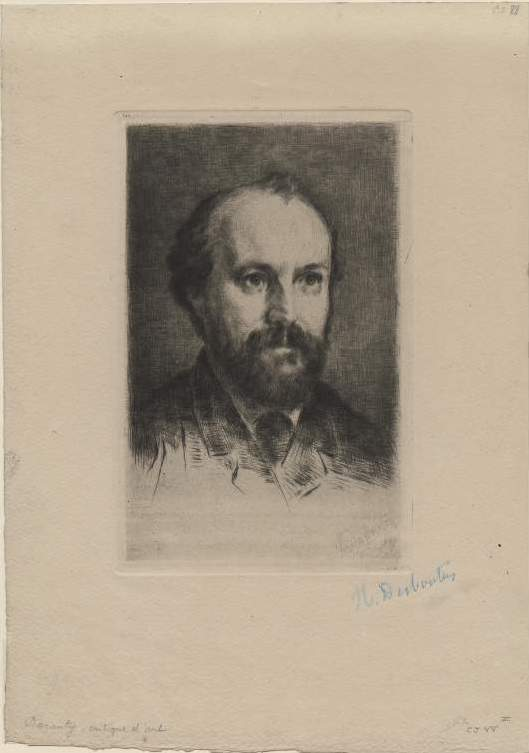
マルスラン・デブータンによる肖像画。1876年頃。

1876年、第2回印象派グループ展について書いた38ページのパンフレット『新しい絵画：デュラン＝リュエル画廊で展示会を行った画家のグループについて』を発表し、これは印象派を真剣に取り上げた初めての試みとなった。デュランティにとって、印象派の代表格は友人ドガであった。1879年、『クロニク・デザール』誌に発表した論文「独立派の画家のグループによる第4回展覧会」で、前衛的芸術の興隆についてより洗練された見方を提示した。そこでは、次のように書いている。
デュランティは、マスコミが多用した「印象派」という言葉を避け、「新しい絵画」と呼ぶことを好んだ。